# Ayaka Horie
Ayaka Horie (jap. 堀江 綾子, Horie Ayaka; * um 1930) ist eine japanische Badmintonspielerin. 

## Karriere
Ayaka Horie gewann bei den nationalen japanischen Titelkämpfen 1951 den Titel im Damendoppel. Dort war sie gemeinsam mit Hisaka Hota erfolgreich.

## Sportliche Erfolge
| Saison | Veranstaltung                | Disziplin   | Platz | Name                      |
| ------ | ---------------------------- | ----------- | ----- | ------------------------- |
| 1951   | Japan: Einzelmeisterschaften | Damendoppel | 1     | Ayaka Horie / Hisaka Hota |

## Referenzen
- Japanische Badmintonmeisterschaften 1947–2004 (Memento vom 28. August 2007 im Internet Archive)
- Annual Handbook of the International Badminton Federation, London, 29. Auflage 1971, S. 222–223

| Personendaten    | Personendaten                 |
| ---------------- | ----------------------------- |
| NAME             | Horie, Ayaka                  |
| ALTERNATIVNAMEN  | 堀江 綾子                     |
| KURZBESCHREIBUNG | japanische Badmintonspielerin |
| GEBURTSDATUM     | um 1930                       |